# Amsterdamsevaart
De Amsterdamsevaart of Amsterdamse Vaart is een straat in Haarlem. De straat begint nabij de Amsterdamse Poort waar de Gedempte Herensingel overgaat in de Gedempte Oostersingelgracht. De straat loopt ten noorden van de Amsterdamsewijk en na de Prins Bernhardlaan langs Parkwijk en Zuiderpolder, parallel met de Spoorlijn Amsterdam - Haarlem met station Haarlem Spaarnwoude. Op de brug over de Liede, de gemeentegrens met Haarlemmermeer, gaat de straat over in de Haarlemmerstraatweg. De straat maakte tot en met 2015 onderdeel uit van de rijksweg N200.

## Geschiedenis
De geschiedenis van de straat begon in 1631 toen men begon met het graven van de trekvaart tussen Amsterdam en Haarlem. De vaart werd in een vrijwel rechte lijn gegraven tussen de Haarlemmerpoort in Amsterdam en de Amsterdamse Poort in Haarlem ten behoeve van de in 1632 ingestelde geregelde trekschuitdienst tussen de beide steden. Naast de vaart lag een jaagpad dat in 1762 werd verhard en verbreed waarna de Haarlemmerweg ontstond, in Halfweg de Haarlemmerstraatweg geheten en in Haarlem bleef de naam Amsterdamsevaart.
In 1839 werd de eerste spoorlijn van Nederland geopend en het (voorlopige) station Haarlem verscheen op de plek waar tegenwoordig de Hoofdwerkplaats Haarlem van NS Onderhoud & Service zich bevindt, destijds net buiten de stadspoort gelegen. In 1842 werd de spoorlijn verlengd via een brug over het Spaarne naar de huidige stationslocatie. De vrijgekomen ruimte werd gebruikt als werkplaatsterrein.
In 1877 werd de Joodse begraafplaats langs de vaart opgericht, ter vervanging van eerdere Joodse begraafplaatsen in Haarlem.
In 1904 verscheen aan de noordzijde in zijligging de tramlijn Amsterdam - Zandvoort. In 1957 werd de tram vervangen door buslijn 80 (sinds 1999 van Connexxion) die hier tegenwoordig nog steeds rijdt, echter niet meer tussen de Amsterdamse Poort en de Prins Bernhardlaan.
De spoorlijn Aalsmeer - Haarlem kruiste sinds 1912 de Amsterdamsevaart via de Meerspoorbrug tot aan de opheffing van de lijn in 1935.
In de jaren zeventig werd het resterende deel van de vaart gedempt om het autoverkeer ruim baan te geven. Sindsdien had de straat 3 rijstroken stadinwaarts en 2 staduitwaarts en daarnaast nog een ventweg met fietspad. 
Tot en met de afwaardering/reconstructie in 2017 werden rijstroken buiten gebruik gesteld door het plaatsen van bloembakken, waardoor met instemming van de raad de weg werd versmald tot twee stroken. Deze versmalling door bloembakken leverde soms gevaarlijke situaties op, zoals in 2012.
Op het zuidelijk deel van het voormalig profiel van de weg is er een esplanade gekomen met sierbestrating en sierbeplanting (zie foto's). De afwaardering en herinrichting van de weg is bedoeld als ''tijdelijk''. Op lange termijn is het de bedoeling dat de weg verder zal worden afgewaardeerd, het water weer terugkeert in de vaart en er woningen langs de noordzijde, waar de hoofdwerkplaats van NS Onderhoud & Service is gelegen, worden gebouwd.
In 2019 werd de ventweg tussen de Prins Bernhardlaan en het Meerspoorpad heringericht als fietsstraat. Deze fietsstraat maakt deel uit van de snelfietsroute F200 tussen Amsterdam en Haarlem.

## Fotogalerij

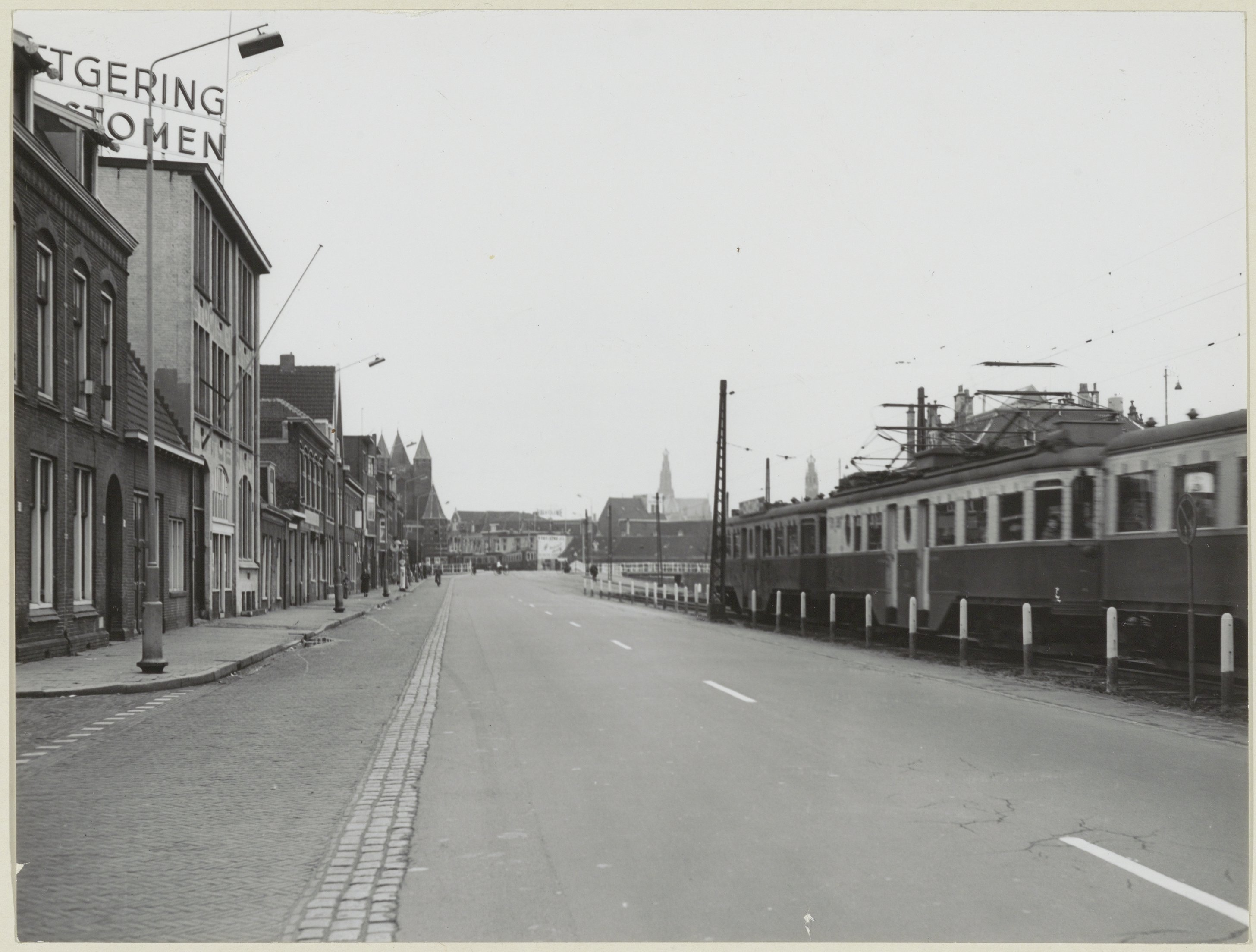
De Amsterdamsevaart nabij de Poortstraat, ziende naar het westen. Rechts de tram van de tramlijn Amsterdam - Zandvoort, links achter de Amsterdamse Poort; 1950
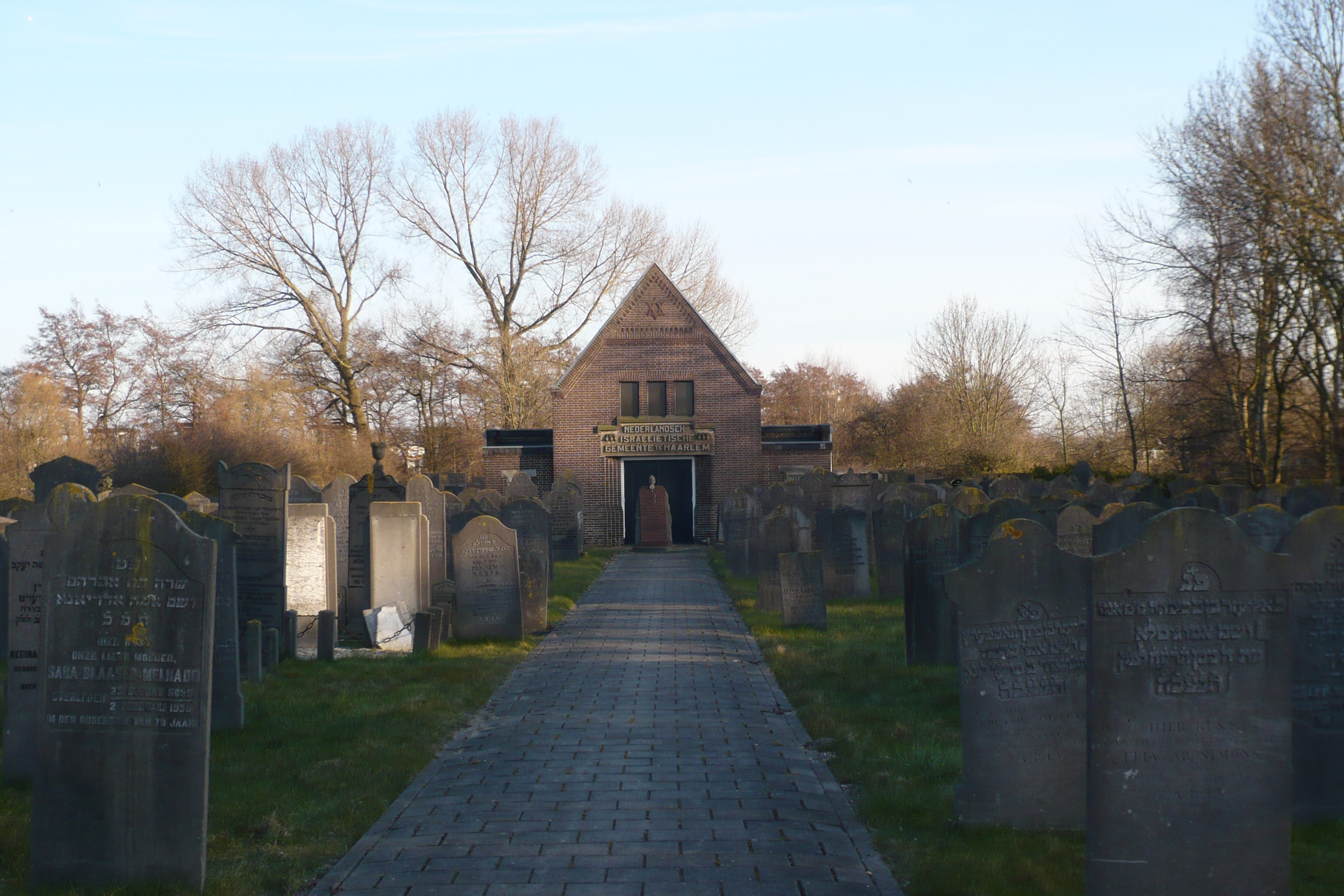
De Joodse begraafplaats een gemeentelijk monument
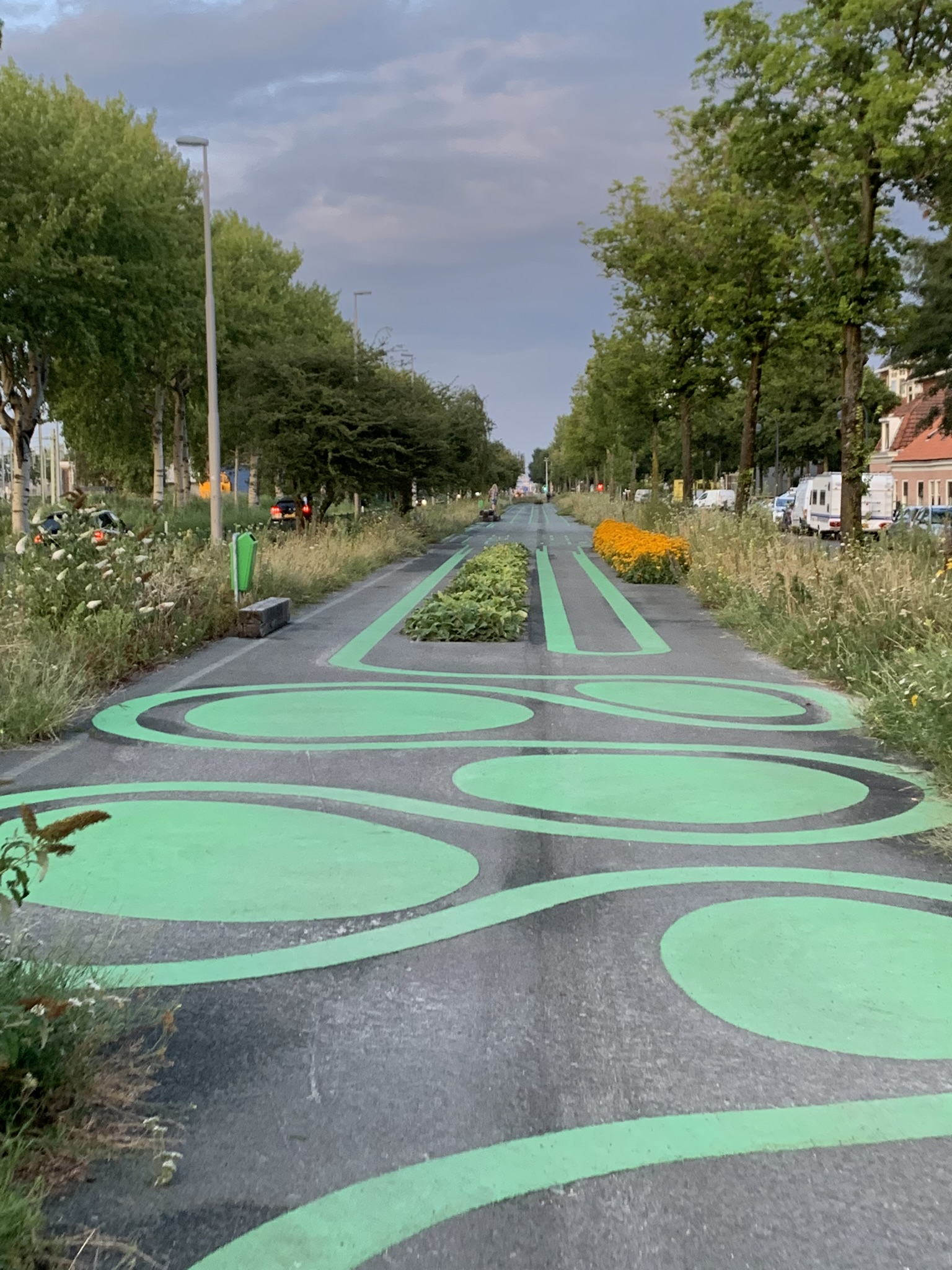
Gedeelte van de esplanade op de Amsterdamsevaart ziende naar het oosten
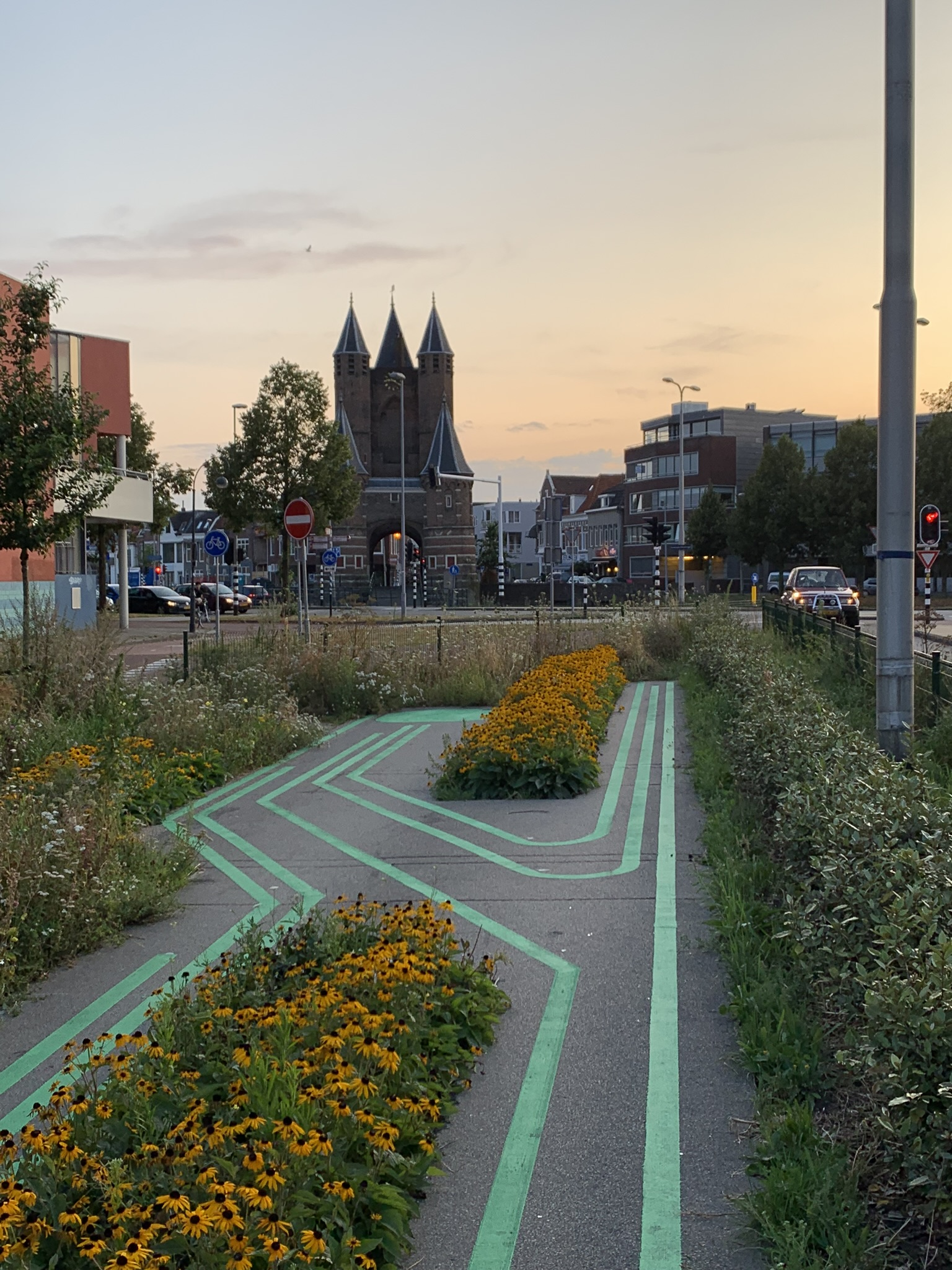
De esplanade en de Amsterdamse Poort ziende naar het westen